# Nokia 6265
Il Nokia 6265 è un telefono cellulare prodotto dall'azienda finlandese Nokia e messo in commercio nel 2005.

## Caratteristiche
- Dimensioni: 98 x 48 x 22 mm
- Massa: 124 g
- Risoluzione display: 320 x 240 pixel a 262 144 colori
- Fotocamera: 2.0 megapixel
- Memoria: 24 MB espandibile fino a 1 GB con MicroSD
- Bluetooth, infrarossi e USB